# Franklin (Vermont)
Franklin ist eine Town im Franklin County des Bundesstaates Vermont in den Vereinigten Staaten mit 1.363 Einwohnern. (laut Volkszählungen 2020)

## Geografie

### Geografische Lage
Franklin liegt im Norden des Franklin Countys nahe der kanadischen Grenze, inmitten der Green Mountains. Im Zentrum der Siedlung liegt der rund 5 km² große Lake Carmi, der den ersten Siedlern noch ein Dorn im Auge war, und der an ihm gelegene Lake Carmi State Park gelten heute als die Touristenattraktionen des Ortes. Mehrere kleine Bäche durchziehen die Town, sie fließen in südlicher Richtung und münden in den Lamoille River. Das Gebiet ist hügelig, ohne nennenswerte Erhebungen, die höchste ist der 253 m hohe Gates Hill.

### Nachbargemeinden
Alle Entfernungen sind als Luftlinien zwischen den offiziellen Koordinaten der Orte aus der Volkszählung 2010 angegeben.
- Norden: Bedford (Kanada), 17,0 km
- Nordosten: Frelighsburg (Kanada), 10,0 km
- Osten: Berkshire, 9,5 km
- Südosten: Enosburgh, 14,5 km
- Süden: Fairfield, 19,5 km
- Südwesten: Sheldon, 9,5 km
- Westen: Highgate, 16,5 km
- Nordwesten: Saint-Armand, Kanada, 12,0 km

### Stadtgliederung
Die drei Siedlungszentren der Ortschaft liegen rund um den Lake Carmi: Franklin im Nordwesten, North Franklin und South Franklin im Nordosten und Südosten des Sees.

### Klima
Die mittlere Durchschnittstemperatur in Franklin liegt zwischen −9,44 °C (15 °Fahrenheit) im Januar und 18,3 °C (65 °Fahrenheit) im Juli. Damit ist der Ort gegenüber dem langjährigen Mittel der USA um etwa 9 Grad kühler. Die Schneefälle zwischen Mitte Oktober und Mitte Mai liegen mit mehr als zwei Metern etwa doppelt so hoch wie die mittlere Schneehöhe in den USA. Die tägliche Sonnenscheindauer liegt am unteren Rand des Wertespektrums der USA, zwischen September und Mitte Dezember sogar deutlich darunter.

## Geschichte
Bei der Gründung 1789 nach dem Besitzer des Landes, Jonathan Hunt, noch als Huntsburg bezeichnet, nannten die Bürger des Ortes ihre Siedlung nach einer Abstimmung 1802 Franklin, um die Wahrscheinlichkeit zu erhöhen, Verwaltungssitz des Landkreises zu werden, der 1792 gegründet und nach dem knapp zwei Jahre zuvor verstorbenen Benjamin Franklin benannt worden war. Der Verwaltungssitz wurde aber nach St. Albans gelegt. Auch der zentrale Lake Carmi trägt erst seit einer Abstimmung im Jahr 1920 diesen Namen; zuvor war er als Huntsburg Pond, später als Franklin Pond und ab dem Ende des 19. Jahrhunderts als Silver Lake bekannt. Der Lake Carmi trägt seinen Namen nach Carmi Marsh, dem Erbauer eines großen Bürgerkrieg-Denkmals im Ortszentrum.

### Religion
Franklin verfügt über zwei Kirchengemeinden: Eine römisch-katholische und eine methodistische. Eine Grundschule ist ebenfalls im Ort beheimatet.

### Einwohnerentwicklung
| Jahr      | 1700  | 1710  | 1720  | 1730  | 1740  | 1750  | 1760  | 1770  | 1780  | 1790  |
| --------- | ----- | ----- | ----- | ----- | ----- | ----- | ----- | ----- | ----- | ----- |
| Einwohner |       |       |       |       |       |       |       |       |       | 46    |
| Jahr      | 1800  | 1810  | 1820  | 1830  | 1840  | 1850  | 1860  | 1870  | 1880  | 1890  |
| Einwohner | 280   | 714   | 631   | 1.129 | 1.410 | 1.646 | 1.781 | 1.612 | 1.439 | 1.300 |
| Jahr      | 1900  | 1910  | 1920  | 1930  | 1940  | 1950  | 1960  | 1970  | 1980  | 1990  |
| Einwohner | 1.145 | 1.108 | 994   | 1.001 | 1.021 | 878   | 796   | 821   | 1.006 | 1.068 |
| Jahr      | 2000  | 2010  | 2020  | 2030  | 2040  | 2050  | 2060  | 2070  | 2080  | 2090  |
| Einwohner | 1.268 | 1.405 | 1.363 |       |       |       |       |       |       |       |

## Wirtschaft und Infrastruktur

### Verkehr
Die Vermont Route 120 verläuft nördlich des Lake Carmi in westöstlicher Richtung. Im Westen des Lake Carmi biegt sie in südlicher Richtung ab, in nordwestlicher Richtung führt von diesem Abzweig die Vermont Route 235 in Richtung Kanadische Grenze, im Osten des Lakes zweigt die Vermont Route 236 ebenfalls in südliche Richtung ab. Es gibt keine Station der Amtrak in Franklin. Die nächste befindet sich in St. Albans.

### Öffentliche Einrichtungen
Das Northwestern Medical Center in St. Albans ist das nächstgelegene Krankenhaus für die Bewohner der Town.

### Bildung
Franklin gehört mit Highgate, Sheldon und Swanton zur Franklin Northwest Supervisory Union. Die Franklin Central School bietet für Schulklassen vom Kindergarten bis zum sechsten Schuljahr.
Die Haston Library geht auf Elvira S. Haston zurück, die nach ihrem Tod in North Broofield, Massachusetts im Jahr 1906 in ihrem Nachlass 12.297,16 $ der Town Franklin für die Errichtung einer Bibliothek hinterlassen hatte.

## Persönlichkeiten

### Söhne und Töchter der Stadt
- Seth Wakeman (1811–1880), US-amerikanischer Politiker und Vertreter New Yorks im US-Repräsentantenhaus
- Charles W. Gates (1856–1927), US-amerikanischer Politiker und Gouverneur Vermonts